# Chantier naval de Hietalahti
Pour les articles homonymes, voir Hietalahti.
Le chantier naval de Hietalahti (en finnois : Hietalahden telakka) est un chantier naval situé à Hietalahti et Hernesaari à Helsinki en Finlande. 

## Histoire
Le chantier naval, d'abord connu sous le nom de Helsingfors Skeppsdocka (finnois: Hietalahden Laivatelakka) et plus tard sous le nom de Sandvikens Skeppsdocka och Mekaniska Verkstad (finnois: Hietalahden Sulkutelakka ja Konepaja), a été fondé en 1865 [2] et a livré son premier navire en 1868.
Le chantier a également construit des tramways et des wagons tirés par des chevaux. 
Dans les années 1930, Wärtsilä achète la société mère Kone- ja Siltarakennus (fi) y compris le chantier naval Crichton-Vulcan à Turku. 
En 1965, le chantier est renommé Wärtsilä Helsingin Telakka (chantier naval Wärtsilä d'Helsinki).
Après la faillite de Wärtsilä Marine en 1989, le chantier est exploité par l'entreprise Masa Yards, qui sera achetée par le groupe norvégien Kværner au milieu des années 1990 et sera renommé Kvaerner Masa Yards.
En 2005, la société fusionne avec le chantier naval Aker Finnyards à Rauma et sera renommée Aker Yards en 2006. 
En 2008, Aker Yards est acquise par STX Europe.
En mai 2019, il est annoncé que le chantier a été vendu à Algador Holdings Ltd. Une nouvelle société appelée Helsinki Shipyard poursuivra les activités. 
Le chantier naval et le groupe d'entreprises coopérantes ont un solide savoir-faire en construction navale pour les conditions arctiques; 60% des brise-glaces du monde sont construits à Helsinki. 